# Hjerre Gjerrits van der Veen
Hjerre Gjerrits (Gerryts) van der Veen (Grouw, 15 maart 1816 – Murmerwoude, 13 september 1887) was een Nederlands schoolhoofd en is voornamelijk bekend als Fries volksschrijver en prozaïst die zich hoofdzakelijk begaf op het gebied van jeugdliteratuur, sleutelromans, proza en religie. Daarnaast heeft Van der Veen zich verdienstelijk weten te maken als vertaler door meerdere publicaties naar het Fries te vertalen. 
Van der Veen was als kwekeling en onderwijzer werkzaam in verschillende plaatsen alvorens hij in 1847 schoolhoofd werd in de plaats Driesum. Van der Veen bleef tot 1882 aan als schoolhoofd en stond binnen de provincie Friesland, en in het bijzonder de gemeente Dantumadeel, bekend als een invloedrijke, zeer kritische en tegen het maatschappelijk onrecht strijdende volksschrijver die veelal schreef met een felle polemische toon en zich bovenal wist te onderscheiden met het nodige radicalisme, waarmee hij in pamflet en puntdicht misstanden te lijf ging. Zo was het algemeen bekend dat het schoolhoofd jarenlang een conflict had met onder andere de plaatselijke burgemeester Douwe Jan Vincent van Sytzama. Ook op religieus vlak sprak Van der Veen zich uit, als fel tegenstander van zowel het bijgeloof als de kerkelijke orthodoxie. 
Van der Veen bracht als dichter en schrijver vele publicaties uit, waarvan de sleutelroman De kaertlizzer uit 1856 de meest succesvolle en bekendste bleek, vanwege met name de opmerkelijk moderne compositie, structuur en karakter. Volgens schrijvers als Anne Wadman en Trinus Riemersma zou deze publicatie de eerste Friese roman zijn. Het gros van Van der Veens publicaties werden in het Fries geschreven, maar hij maakte zich daarnaast ook verdienstelijk door bestaande werken naar het Fries te vertalen. De bekendste voorbeelden daarvan zijn: Kleine gedigten voor kinderen uit 1778 van Hieronymus van Alphen (Lîtse rimkes foar bern, 1852) en De overwintering der Hollanders op Nova Zembla uit 1820 van Hendrik Tollens (De oerwintering der Hollanders op Nova Sembla, yn de jirren 1596 en 1597, 1861). Naast zijn publicaties schreef Van der Veen ook voor verschillende nieuwsbladen, almanakken en tijdschriften.

## Varia
- In Driesum is een straat vernoemd naar de schrijver: de H.G. van der Veenstrjitte.
- De Friese schrijver Anne Wadman promoveerde in 1955 aan de Rijksuniversiteit Groningen cum laude op een dissertatie over Van der Veen.

- Digitale Bibliotheek voor de Nederlandse Letteren: veen008
- International Standard Name Identifier: 0000 0003 7469 2890
- Nederlandse Thesaurus van Auteursnamen: 067778984
- Virtual International Authority File: 251130167
- WorldCat: E39PBJghtmf3yHgPcbJYkVCxXd